# Gereben Zita
Gereben Zita (Budapest, 1981. június 11. –) magyar énekesnő, zenész, zeneszerző.

## Életrajz
Zenei tanulmányait a Leövey Klára Zeneiskolában kezdte, majd a 6. osztálytól a Magyar Rádió Gyermekkórusába járt. 8 éves korától kezdett hegedülni, majd később 3 évig brácsázott. 1996-2000-ig a Szent István Király Zeneművészeti Szakközépiskolába járt, hegedűtanára Baranyai Gábor volt. 2000-ben érettségizett, majd 2001-ben felvételt nyert az MZTSZ Kőbányai Zenei Stúdióba, itt kezdett el éneket tanulni. Tanárai Kósa Zsuzsa, és Faith Ildikó voltak. Zenei Stúdióban szerzett szakvizsgája után 2004-ben sikeresen felvételizett a Liszt Ferenc Zeneművészeti Egyetem Jazz-ének szakára, ahol 2008-ban sikeresen diplomázott.
Az elmúlt időszakban számos formáció tagja – Emil.RuleZ!, az ismert pop-jazz zenekar, a R.E.E.D. Only zenekar (Roland East Europe Demo), illetve saját jazz quintetje – a Gereben Zita Quintet. Tagja volt a Téli Márta vezetésével indult, öt jazzénekesnőből és négytagú zenekarukból álló formációnak, a Jazzjetnek. Számos elismert hazai együttessel dolgozott-dolgozik alkalmanként, mint pl. a Budapest Jazz Orchestra, Modern Art Orchestra, több alkalommal énekelt Hárs Viktor zenekarában, majd 2004-ben a Budapest Jazz Ochestra lemezén is szerepelt. Fellépett a Budapesti Őszi Fesztivál és a MOL Jazz Fesztivál keretein belül, valamint több alkalommal énekelt a Magyar Rádió Márványtermében. Különféle zenei fesztiválok résztvevőjeként Németországban, Ausztriában, Lengyelországban, Csehországban és Ukrajnában is számos fellépése volt. Olyan élvonalbeli zenészekkel játszott együtt, mint Fekete- Kovács Kornél, Nagy János, Hárs Viktor, Vukán György, Regős István, stb. 2008 óta a Hang- szín-Tér Zeneiskola és Zeneművészeti Szakközépiskola jazz ének tanára.
Saját zenekarát 2008-ban alapította Gereben Zita Quintet néven, amellyel számos hazai klubban és fesztiválon megfordultak már. A fiatal, tehetséges muzsikusokból (, Horváth “Tojás” Gábor , Bécsy Bence, Bata István, Gálfi Attila) álló formációjával friss, egyéni hangvételben ad elő saját dalokat, amelyeket az egyedi előadásmód és Zita elbűvölő, finoman füstös, ugyanakkor bársonyos hangja teszi igazán különleges élménnyé. 2010-ben jelent meg első lemeze, a “Ready for the Sun”. Az albumon a dalok saját kompozíciók, melyeknek témái személyes élményeken alapulnak. Felcsendülnek az örömök, a csalódások, az őszinteség és a vágyakozás pillanatai. A zene átmenetet képez a jazz és a populárisabb műfajok között. Dallamos, érzékeny, de ugyanakkor elsöprő energiákkal teli muzsika ez. Az album repertoárja a jazz balladáktól, egészen a tempós funk zenékig terjed. A lemezen Zitán kívül még több dalszerző is közreműködik Horváth “Tojás” Gábor, Gyémánt Bálint és Nagy János.
2012 őszén megjelent második lemeze, az  "Our Places" , amely populárisabb hangvétele miatt még tovább növelte a zenekar rajongótáborát. Az énekesnő ezeken a lemezeken szerzőként is bemutatkozott. Mindkét lemezükön saját szerzemények találhatók. Az eklektikus műsorban a dalok az R'n'B, a blues, a pop, a rock és természetesen a jazz stílusjegyeit is hordozzák.
2011-ben Geszti Péter Gringo Sztár néven új együttest alapított. A castingok után Zita lett az új formáció egyik énekesnője. Első lemezük 2011 októberében jelent meg.

## Pályafutása
- Emil!RuleZ
- R.E.E.D. Only zenekar
- Gereben Zita Quintet
- Gringosztár

## Lemezek, megjelenések
- 2019 – Sonar Bistro feat Gereben Zita – Think Too Much
- 2012 – Gereben Zita – Our Places
- 2011 – Gringo sztár – Pálinka Sunrise
- 2010 – Gereben Zita – Ready for the Sun
- 2009 – Horváth Gábor Trio – Steps Away
- 2009 – Trio 3PO – Cheat
- 2008 – A Muzsikus világa – Énekesnők, Csodásak
- 2008 – Majdnem Szűz – filmbetétdal
- 2007 – Szabó Leslie – A Dalnok Könyve
- 2007 – The Transform Quintet – Each Other's Children
- 2005 – Hárs Viktor – Szögesdrót Gyermek
- 2005 – Gerendás Péter – Apák Könyve
- 2005 – Emil.RuleZ! – Zanga! Zanga
- 2004 – Boldog Születésnapot filmbetétdal – Emil.RuleZ! – Zsebeibe Zsé
- 2004 – Emil.RuleZ! – Hisztis
- 2004 – Magyar Vándor – filmbetétdal (Karaván )

## Filmszerepek
- Boldog születésnapot! (2003)
- Magyar vándor (2004)
- Majdnem szűz (2008)